# Ivan Remarenko
Ivan Remarenko nebo Ion Remarenco (* 7. srpna 1988 Anenii Noi, Sovětský svaz) je moldavský zápasník–judista, který od roku 2013 reprezentuje Spojené arabské emiráty.

## Sportovní kariéra
Vrcholově se sportu věnoval v Kišiněvě, kde byl zařazen do programu sportovně talentované mládeže LIRPS (Liceul Internat Republican cu Profil Sportiv). Připravoval se pod vedením Vasile Lucy a v začátcích kombinoval zápasy v judu a sambu. V moldavské judistické seniorské reprezentaci se pohyboval od roku 2009 ve střední váze. V roce 2012 dosáhl na evropskou kontinentální kvótu pro účast na olympijských hrách v Londýně, kde vypadl v prvním kole s Kirillem Děnisovem z Ruska. Od roku 2013 reprezentuje Spojené arabské emiráty a startuje v polotěžké váze do 100 kg. V roce 2016 se přímo kvalifikoval na olympijských hrách v Riu. Nezvládl však úvodní zápas proti lépe připravenému Alžířanu Lyesi Bouyacoubovi a skončil bez umístění.
Start za jinou zemi

V únoru 2013 byl odvolán trenér seniorské moldavské judistické reprezentace Vasilij Kolca (Vasile Colța). Nový reprezentační trenér Vjačeslav Bakal (Veaceslav Bacal) svolal na konec února sraz reprezentace, na který se nedostavilo 6 nejlepších judistů. Remarenko nesouhlasil s odvoláním a následoval Kolcu do Uzbekistánu na tréninkový kemp. Skupina uprchlíků následně vyjádřila vůli startu za jinou zemi z důvodu špatného financování moldavského sportu ministrem Oktavianem Cykou (Octavian Țîcu). Podle prezidenta moldavské judistické federace Vjačeslava Manolakiho (Veaceslav Manolachi) nedostalo moldavské judo od ministerstva sportu finanční podporu prakticky celou olympijskou sezonu 2012. Ke startu za novou zemi moldavští sportovní uprchlíci nutně potřebovali svolení Moldavského judistické svazu, jinak by museli čekat dva roky. Veaceslav Manolachi byl později obviněn z přijetí úplatku 50 tisíc dolarů. O peníze se s ministrem sportu Octavianem Țîcou nerozdělil a do médii zapíral, že přestup judistů do Emirátů posvětil.
V dubnu 2013 obdržel Remarenko od šajcha Muhammeda bin Zajída al-Nahjána pas Spojených arabských emirátů a poprvé se pod novými barvami představil na Asijském mistrovství.

### Vítězství
- 2011 – 1× světový pohár (Almaty)

## Výsledky
| Olympijské hry     |     | —  |     |     |     | úč. |     |    |     | úč. |     |  |  |  |  |  |  |  |  |  |  |  |  |  |  |  |
| Mistrovství světa  | —   |    | —   | —   | úč. |     | úč. | 3. | dns |     | úč. |  |  |  |  |  |  |  |  |  |  |  |  |  |  |  |
| Mistrovství Evropy | —   | —  | úč. | —   | úč. | úč. |     |    |     |     |     |  |  |  |  |  |  |  |  |  |  |  |  |  |  |  |
| Asijské hry        |     |    |     |     |     |     |     | —  |     |     |     |  |  |  |  |  |  |  |  |  |  |  |  |  |  |  |
| Mistrovství Asie   |     |    |     |     |     |     | úč. |    | —   | —   | 7.  |  |  |  |  |  |  |  |  |  |  |  |  |  |  |  |
| ME do 23 let       | —   | 7. | úč. | úč. |     |     |     |    |     |     |     |  |  |  |  |  |  |  |  |  |  |  |  |  |  |  |
| ME juniorů         | úč. |    |     |     |     |     |     |    |     |     |     |  |  |  |  |  |  |  |  |  |  |  |  |  |  |  |